# Atletisme als Jocs Olímpics d'Estiu de 1924 - llançament de martell masculí
El llançament de martell masculí va ser una de les proves del programa d'atletisme disputades durant els Jocs Olímpics de París de 1924. La prova es va disputar el 6 de juliol de 1924 i hi van prendre part 15 atletes de 10 nacions diferents.

## Medallistes
| Or                 | Plata              | Bronze              |
| Fred Tootell (USA) | Matt McGrath (USA) | Malcolm Nokes (GBR) |

## Rècords
Aquests eren els rècords del món i olímpic que hi havia abans de la celebració dels Jocs Olímpics de 1924.
| Rècord del Món | 57m 77cm | Patrick Ryan | Nova York (USA) | 17 agost 1913  |
| Rècord Olímpic | 54m 74cm | Matt McGrath | Estocolm (SWE)  | 14 juliol 1912 |

## Resultats

### Qualificació
Els millors sis llançadors passen a final.
| Posició | Atleta                | Distància | Qual. |
| ------- | --------------------- | --------- | ----- |
| 1       | Fred Tootell (USA)    | 50.60     | Q     |
| 2       | Malcolm Nokes (GBR)   | 48.875    | Q     |
| 3       | Erik Eriksson (FIN)   | 47.975    | Q     |
| 4       | Matt McGrath (USA)    | 47.075    | Q     |
| 5       | Ossian Skiöld (SWE)   | 45.075    | Q     |
| 6       | James McEachern (USA) | 44.935    | Q     |
| 7       | Carl Johan Lind (SWE) | 44.785    |       |
| 8       | John Murdoch (CAN)    | 42.48     |       |
| 9       | Jack Merchant (USA)   | 41.455    |       |
| 10      | Robert Saint-Pé (FRA) | 36.27     |       |
| 11      | Karl Jensen (DEN)     | 36.265    |       |
| 12      | Pierre Zaïdin (FRA)   | 36.155    |       |
| 13      | Camilio Zemi (ITA)    | 35.00     |       |
| 14      | Octávio Zani (BRA)    | 33.895    |       |
| —       | Henk Kamerbeek (NED)  | SM        |       |

### Final
La final es disputa en acabar la classificació.
| Posició | Atleta                | Distància Qual. | Distància Final | Distància |
| ------- | --------------------- | --------------- | --------------- | --------- |
| 1       | Fred Tootell (USA)    | 50.60           | 53.285          | 53.285    |
| 2       | Matt McGrath (USA)    | 47.075          | 50.84           | 50.84     |
| 3       | Malcolm Nokes (GBR)   | 48.875          |                 | 48.875    |
| 4       | Erik Eriksson (FIN)   | 47.975          | 48.74           | 48.74     |
| 5       | Ossian Skiöld (SWE)   | 45.075          | 45.285          | 45.285    |
| 6       | James McEachern (USA) | 44.935          | 45.225          | 45.225    |